# 科传股份
广州市科传计算机科技股份有限公司，简称科传股份（英語：Tech-Trans，股票代码：430371）。
从事零售行业应用类计算机软硬件的研发、销售及后期服务。 ，2009年9月由科传计算机科技控股有限公司控股成立，前身为科传计算机科技有限公司，注册资本3000万。。是新三板全国扩容后首家申请挂牌的外商投资企业，2014年1月正式登陆新三板，三年后退巿。。大陆总部位于中国广东省广州市，境外总部位于香港。
中国科传(股票代碼：601858)是另一间不同的出版业公司, 与科传股份没有关係。